# Milotski Breg
Milotski Breg – wieś w Chorwacji, w żupanii istryjskiej, w gminie Gračišće. W 2011 roku liczyła 93 mieszkańców.